# آناهیتا قزوینی زاده
آناهیتا قزوینی‌زاده (۱۳۶۸ در تهران) کارگردان و فیلمساز ایرانی مقیم ایالات متحده است.

## زندگی
آناهیتا قزوینی‌زاده در سال ۱۳۶۸ در تهران به دنیا آمد.او فارغ التحصیل دبیرستان فرزانگان تهران است. در سال ۱۳۸۵ رتبه اول کنکور هنر را به دست آورد و برای تحصیل در رشته سینما وارد دانشگاه هنر تهران شد. در کارگاه‌های فیلم‌سازی عباس کیارستمی شرکت کرد و پس از پایان تحصیلاتش در دانشگاه تهران برای ادامهٔ تحصیل به مدرسه مؤسسه هنر شیکاگو آمریکا رفت. او در سال ۲۰۱۳ جایزه نخست سینه فونداسیون را از جشنواره فیلم کن برای فیلم سوزن به‌دست‌آورد. وی هم اکنون استادیار دانشکده هنرهای سینمایی دانشگاه آیووا است.

## فیلم‌شناسی
| عنوان            | سال     | سمت      | توضیحات    | منبع  |
| ---------------- | ------- | -------- | ---------- | ----- |
| رها              |         | کارگردان | فیلم کوتاه |       |
| سوگ              | ۱۳۸۹    | نویسنده  |            |       |
| بچه وقتی بچه بود | ۱۳۹۰    | کارگردان | فیلم کوتاه |       |
| سوزن             | ۱۳۹۲    | کارگردان | فیلم کوتاه |       |
| بارون درخت‌نشین   | ۱۳۹۴    | کارگردان | فیلم کوتاه | [ ۶ ] |
| آنچه می‌ماند      | ۲۰۱۶ م. | کارگردان | فیلم کوتاه |       |
| او/ آن‌ها         | ۲۰۱۷ م. | کارگردان |            |       |

## جوایز

### نامزد
- جشنواره فیلم کن: دوربین طلایی؛ برای او/ آن‌ها؛ ۲۰۱۷.
- جشنواره فیلم کن: نخل دگرباشی؛ برای او/ آن‌ها؛ ۲۰۱۷.
- جشنوارهٔ فیلم دوویل: جایزهٔ ویژه؛ برای او/ آن‌ها؛ ۲۰۱۷.

### برنده
- چهارمین جشن مستقل فیلم کوتاه سینمای ایران: جایزه بهترین فیلمنامه؛ برای رها؛ ۱۳۹۰.[۷]
- جشنواره فیلم کن: جایزه سینه فونداسیون؛ برای سوزن؛ ۲۰۱۳.
- جشنواره بین‌المللی فیلم شیکاگو: جایزه بخش مسابقه فیلم کوتاه غیر انیمیشن؛ هوگوی نقره‌ای؛ برای سوزن؛ ۲۰۱۳.